# فرودگاه بین‌المللی سیم ریپ
فرودگاه بین‌المللی سیم ریپ (به انگلیسی: Siem Reap International Airport) یک فرودگاه همگانی با کد یاتا REP است که یک باند فرود بله دارد و طول باند آن بتن متر است. این فرودگاه در کشور کامبوج و شهر سیم ریپ قرار دارد و در ارتفاع ۱۸ متری از سطح دریا واقع شده است.

## شرکت‌های هواپیمایی و مقصدهای پروازی

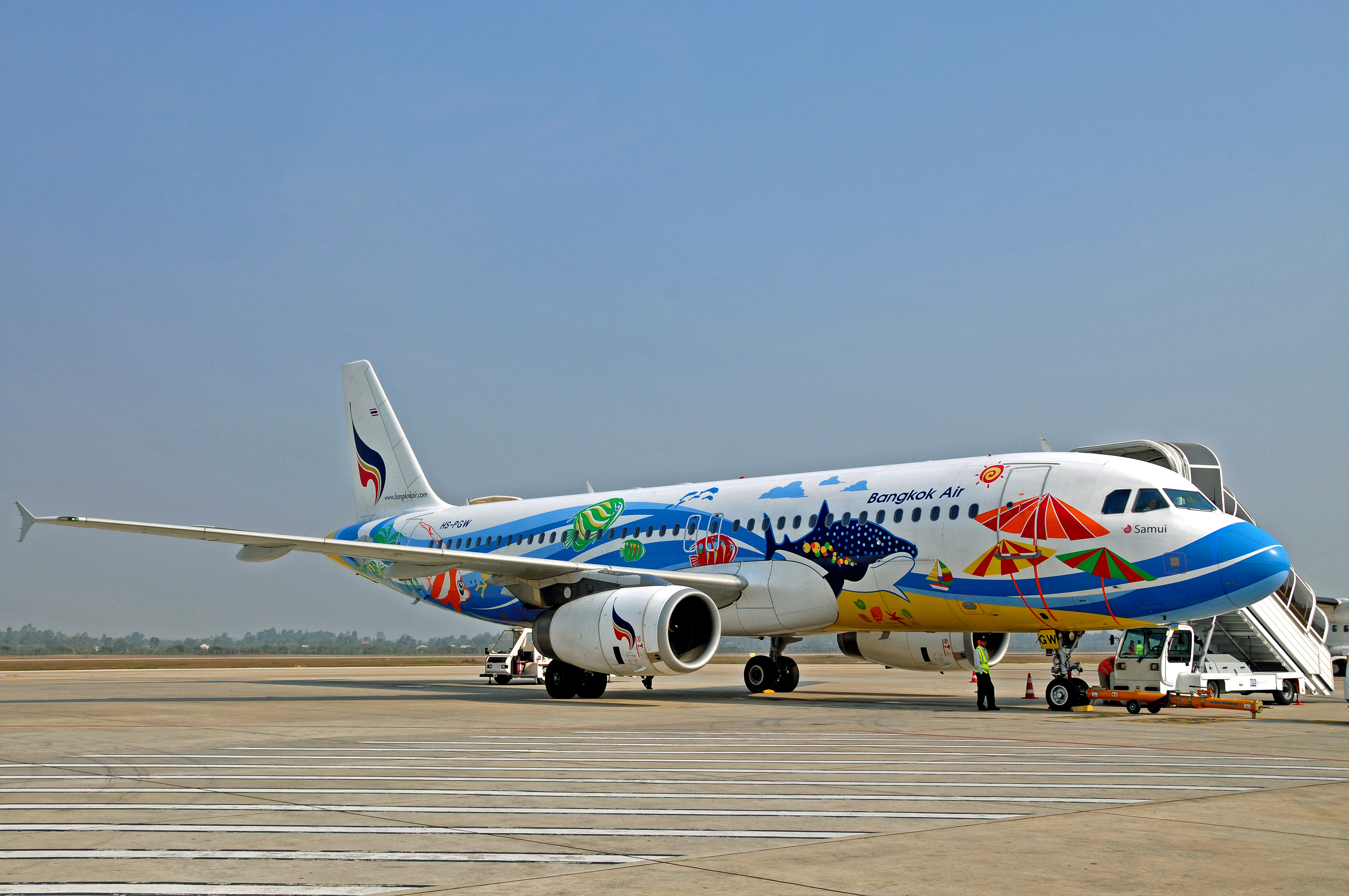
بانکوک ایرویز خانواده ایرباس ای۳۲۰ at the airport.

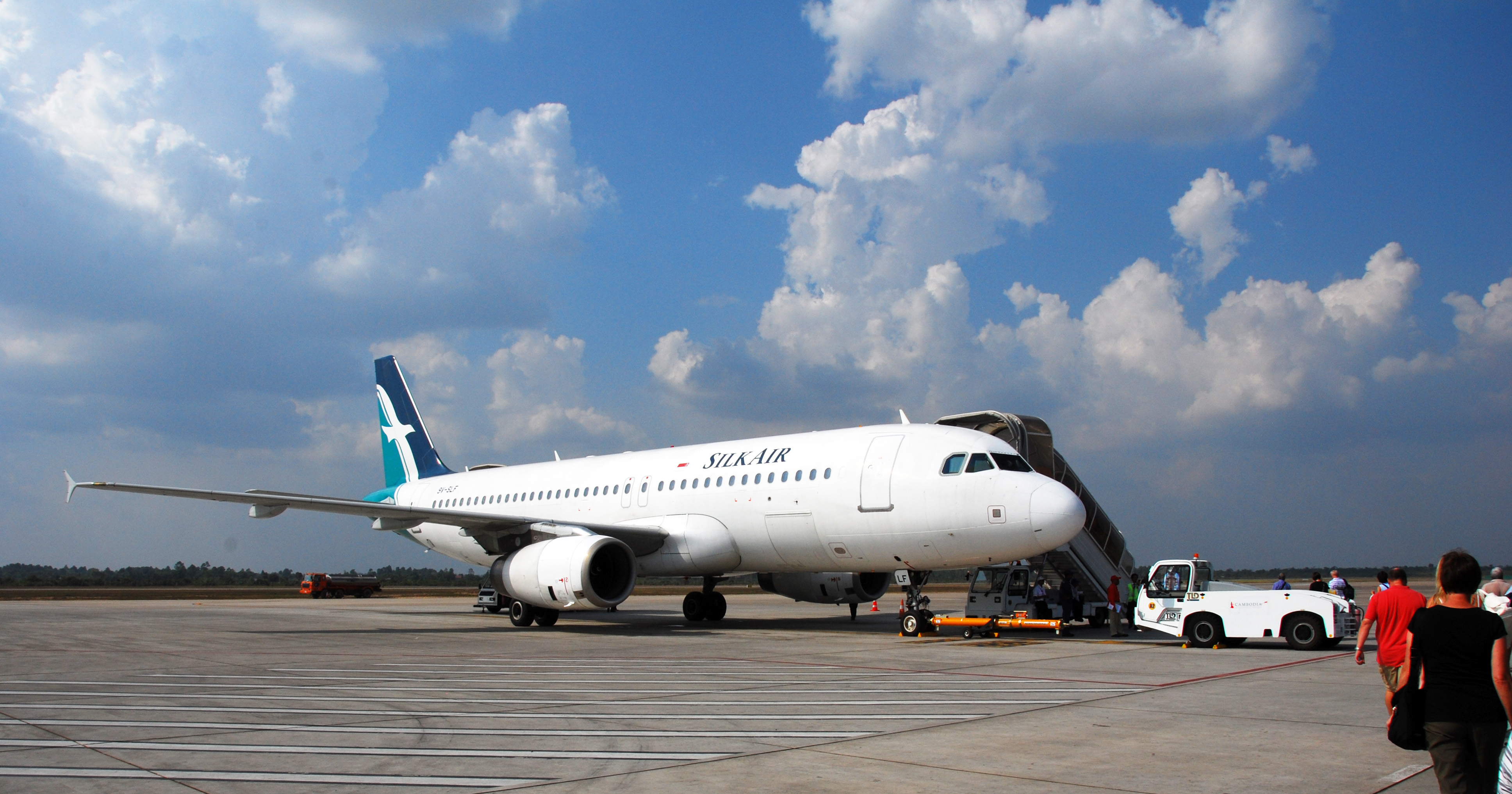
سیلک‌ایر خانواده ایرباس ای۳۲۰ at the airport.

| شرکت‌های هواپیمایی                          | مقصدهای پروازی |
| ------------------------------------------ | --- |
| ایرآسیا                                    | کوالالامپور |
| Air Busan                                  | گیمهی |
| Air Seoul                                  | اینچئون |
| بانکوک ایرویز                              | سووارنابومی |
| باساکا ایر                                 | پنوم‌پن |
| بیجینگ کپیتال ایرلاینز                     | هایکو میلان |
| کامبوج انگکور ایر                          | پکن, دا نانگ، گایلین لیانگ‌جیانگ، هانگجو ژیاشان, بایون گوآنگجو، نوا به، هنگ کنگ (آغاز از ۲۹ اکتبر ۲۰۱۷)، تان سون نهات، نانینگ ووژو، پنوم‌پن، سیهانکویل، شانگهای پودنگ |
| کامبوج بایون ایرلاینز                      | پنوم‌پن، سیهانکویل |
| دراگون‌ایر                                  | هنگ کنگ |
| سبو پسیفیک                                 | نینوی آکوئینو |
| هواپیمایی شرقی چین                         | چنگدو شوانگلیو، کونمینگ چانگشوی، شانگهای پودنگ |
| هواپیمایی جنوبی چین                        | بایون گوآنگجو |
| ایستار جت                                  | فصلی: اینچئون |
| فار ایسترن ایر ترنسپورت                    | چارتر: تائویوان تایوان |
| هنگ کنگ اکسپرس                             | هنگ کنگ |
| هاینان ایرلاینز                            | بایون گوآنگجو، سانیا فونیکس |
| Jetstar Asia Airways                       | چانگی سنگاپور |
| Jetstar Pacific Airlines                   | چارتر: کام رانح |
| JC International Airlines                  | ماکائو، پنوم‌پن, سیهانکویل, تائویوان تایوان |
| Lao Airlines                               | لوآنگ پرابانگ، پاکسه، واتایی |
| Lucky Air                                  | فصلی: کونمینگ چانگشوی |
| مالزی ایرلاینز                             | کوالالامپور |
| شاندونگ ایرلاینز                           | چنگچینگ ییانگبی |
| سیلک‌ایر                                    | دا نانگ، چانگی سنگاپور |
| اسکای انگکور ایرلاینز                      | چارتر: پکن، چنگدو شوانگلیو, دالیان ژووشویزی، هفئی ژینگیاو, کونمینگ چانگشوی,, نانچانگ چانگبی، نانینگ ووژو, سیهانکویل، اینچئون                                        |
| اسپرینگ ایرلاینز                           | چنگدو شوانگلیو، بایون گوآنگجو، شانگهای پودنگ، شنژن بن |
| تای ایرآسیا                                | دن موئنگ، پوکت |
| تای ایرویز اینترنشنال اجرا توسط Thai Smile | سووارنابومی |
| تی وی ایرلاینز                             | فصلی: اینچئون |
| ویت‌جت ایر                                  | نوا به |
| ویتنام ایرلاینز                            | دا نانگ، نوا به، تان سون نهات، لوآنگ پرابانگ چارتر: کام رانح، فو کوئوک                                                                                              |
| ژیامن ایرلاینز                             | فوژو چنگل، زیامن گائوچی |